# Micrantha cyclopis
Micrantha cyclopis là một loài bướm đêm trong họ Noctuidae.